# Pere Abella i Freixes
Pere Abella i Freixes (auch Pedro Abella oder Pedro de Abela;; * 16. November 1824 in Riudecanyes, Provinz Tarragona, Königreich Spanien; †  12. April 1877 in Barcelona, Königreich Spanien) war ein katalanischer Gesangslehrer, Komponist, Pianist und Dirigent.

## Leben
Pere Abella i Freixes zeichnete sich zunächst als Gesangslehrer und Klavierbegleiter aus. Bis 1844 war er Dirigent und Professor der Societat Filharmònica [Philharmonische Gesellschaft] in Barcelona. 1854 dirigierte er mehrere Opern am Gran Teatre del Liceu. Später ging er nach New York.
Im 15. und 17. Dezember 1856 spielte er bei Konzerten mit Sigismund Thalberg in Baltimore. Am 21. Januar 1857 leitete er in Hartfort ein Konzert mit Thalberg und der italienischen Altistin Elena d’Angri, seiner spätere Ehefrau. Es folgten bis März 1857 Konzerte mit Thalberg in Baltimore, am 2. Februar in Washington D.C., am 4. Februar in Philadelphia, am 6. Februar in Lancaster, New York City und Boston. Bis Mai 1857 gab er mit seiner Frau gemeinsam weitere Konzerte. Nach der Rückkehr Thalbergs von der Westküste konzertierte er wieder mit diesem. Am 18. Mai 1857 kam er mit seiner Frau Elena d’Angri Abella im Exchange Hotel and Ballard House in Richmond an. Der belgische Geiger Henri Vieuxtemps schloss sich den Musikern an. So gaben am 29. September 1857 Thalberg, Vieuxtemps und d’Angri Abella unter der Leitung Abellas ein gemeinsames Konzert in Washington D. C. Am 8. Januar 1858 gab er als Klavierbegleiter mit seiner Frau und zwei weiteren Sängern ein Grand Concert in Niblo’s Saloon am Broadway in New York City. Im Mai 1858 gaben Thalberg und Vieuxtemps nochmals mehrere gemeinsame Konzerte unter Abellas Leitung in verschiedenen Städten an der Ostküste.
Die Sängerin Jean Avigliana (um 1840–1933) war eine seiner Schülerinnen.